# ワールドラグビーセブンズチャレンジャーシリーズ
ワールドラグビー・セブンズ・チャレンジャーシリーズ（World Rugby HSBC Sevens Challenger Series）は、2020年から2025年まで開催された、HSBC SVNS（HSBCセブンズ）男子大会・女子大会の下位大会である。
2025-26シーズンからは、ワールドラグビー・セブンズ・ディビジョン2およびディビジョン3（World Rugby HSBC SVNS DIVISION 2/3）となる。

## 概要

### 2020年〜2023年
2020年と2022年は、男女優勝各1チームが翌シーズンから上位大会へ自動昇格し、上位大会の最下位チームが降格してこの大会の参加となる方式で行われた。
初回2020年は、チリとウルグアイで開催されたが、新型コロナウイルス感染症の世界的流行のため、男子大会はシーズン後半の香港大会とシンガポール大会が中止。女子は南アフリカ大会が中止され、結局開催できなかった。男子は開催された2大会のみの結果から、日本が上位大会への次季昇格（コアチーム参加）が決まった。
2021年は開催しなかった。
2022年は、8月にチリ大会（サンティアゴ大会）のみ開催。優勝した男子ウルグアイ、女子日本は、次季コアチームへの昇格が決まった。
2023年は、翌シーズンから 男子上位大会チーム数を女子と同じ12に減らすため、上位大会内で残留をかけた対戦となった。これにより男子はカナダがコアチーム（上位大会出場12チーム）入り。女子は、南アフリカ共和国が昇格した。

### 2023-24シーズンから
2023-24シーズン（チャレンジャー大会は2024年）から、上部大会（HSBC SVNS）と共に再構築された。上位大会・下位大会、男子・女子、いずれも12チームずつの出場となった。
上部大会SVNS下位4か国と、下部大会チャレンジャー上位4カ国とにより、プレーオフ（入替戦）を実施。プレーオフ勝者は、次季の上部大会HSBC SVNSのコアチームに入る。

### 2025-26シーズンから
2025-26シーズンから「チャレンジャーシリーズ」を解体し、SVNS大会全体をDIVISION 1からDIVISION 3までの3部制として再編成する。
- DIVISION 3は、地域予選を通過した8チームで1大会を開催。この結果により、2チームがDIVISION 2へ昇格する。
- DIVISION 2は、2024-25大会で確定した4チームに、DIVISION 3から昇格した2チームが加わり、計6チームで3大会を開催。
- DIVISION 1は、2024-25大会で確定したコア8チームで、6大会開催。
- レギュラーシーズン後にDIVISION 1の8チームとDIVISION 2の上位4チームの計12チームにより、世界選手権シリーズが3大会行われ、最終順位を決定する。

## 日本代表
は、上位大会。
| チャレンジャー大会 (シーズン) | 男子日本代表                                                                                                | 女子日本代表                                                                                                | 男子備考 | 女子備考      |
| ----------------------------- | --- | --- | -------- | ------------- |
| 2020年大会 (2019-20)          | チャレンジャー16チーム中1位 上位大会へ昇格                                                                  | チャレンジャー大会無し                                                                                      | [ 5 ]    | [ 6 ]         |
| 2021年大会 (2020-21)          | 新型コロナウイルス感染症の世界的流行のため、 男子は上位大会に出場せず。女子チャレンジャー大会は開催されず。 | 新型コロナウイルス感染症の世界的流行のため、 男子は上位大会に出場せず。女子チャレンジャー大会は開催されず。 | [ 10 ]   | [ 11 ]        |
| 2022年大会 (2021-22)          | 上位大会19チーム中16位 上位大会に残留                                                                       | チャレンジャー12チーム中1位 上位大会へ昇格                                                                  | [ 12 ]   | [ 13 ]        |
| 2023年大会 (2022-23)          | 上位大会20チーム中15位 上位大会から降格                                                                     | 上位大会17チーム中8位 上位大会に残留                                                                        | [ 14 ]   | [ 15 ]        |
| 2024年大会 (2023-24)          | チャレンジャー12チーム中8位 入替戦への進出ならず                                                            | SVNS12チーム中9位 上位大会に残留                                                                            | [ 16 ]   | [ 17 ]        |
| 2025年大会 (2024-25)          | チャレンジャー12チーム中8位 次季2025-26はDIVISION 3入りを目指す                                             | SVNS12チーム中7位 次季2025-26はDIVISION 1で出場                                                             | [ 18 ]   | [ 19 ] [ 20 ] |

## 歴代結果
は、次季で上位大会へ昇格。 は、次季でDIVISION 2。 は、次季DIVISION 3入りを目指す。便宜上、上位6位までを表記。

### 男子
| 開催大会 (シーズン) | 大会数 | 優勝       | 準優勝     | 3位    | 4位    | 5位          | 6位      | 備考   |
| ------------------- | ------ | ---------- | ---------- | ------ | ------ | ------------ | -------- | ------ |
| 2020年大会          | 2      | 日本       | 香港       | ドイツ | チリ   | ウルグアイ   | トンガ   | [ 21 ] |
| 2022年大会          | 1      | ウルグアイ | ジョージア | チリ   | ドイツ | 香港         | ウガンダ | [ 22 ] |
| 2023年大会          | 2      | トンガ     | ベルギー   | ドイツ | 香港   | チリ         | ウガンダ | [ 23 ] |
| 2024年大会          | 3      | ウルグアイ | ケニア     | チリ   | ドイツ | 香港         | ウガンダ | [ 24 ] |
| 2025年大会          | 3      | ポルトガル | サモア     | ドイツ | カナダ | マダガスカル | チリ     | [ 25 ] |

### 女子
| 開催大会   | 大会数                                         | 優勝                                           | 準優勝                                         | 3位                                            | 4位                                            | 5位                                            | 6位                                            | 備考   |
| ---------- | ---------------------------------------------- | ---------------------------------------------- | ---------------------------------------------- | ---------------------------------------------- | ---------------------------------------------- | ---------------------------------------------- | ---------------------------------------------- | ------ |
| 2020年大会 | 新型コロナウイルス感染症の世界的流行のため中止 | 新型コロナウイルス感染症の世界的流行のため中止 | 新型コロナウイルス感染症の世界的流行のため中止 | 新型コロナウイルス感染症の世界的流行のため中止 | 新型コロナウイルス感染症の世界的流行のため中止 | 新型コロナウイルス感染症の世界的流行のため中止 | 新型コロナウイルス感染症の世界的流行のため中止 | [ 6 ]  |
| 2022年大会 | 1                                              | 日本                                           | ポーランド                                     | 中華人民共和国                                 | ケニア                                         | カザフスタン                                   | ベルギー                                       | [ 22 ] |
| 2023年大会 | 2                                              | 南アフリカ共和国                               | ベルギー                                       | 中華人民共和国                                 | ポーランド                                     | チェコ                                         | タイ                                           | [ 23 ] |
| 2024年大会 | 3                                              | 中華人民共和国                                 | アルゼンチン                                   | ベルギー                                       | ポーランド                                     | ケニア                                         | ウガンダ                                       | [ 26 ] |
| 2025年大会 | 3                                              | 南アフリカ共和国                               | アルゼンチン                                   | ケニア                                         | タイ                                           | ベルギー                                       | コロンビア                                     | [ 25 ] |